# ふしだりほ
ふしだ りほ（2月28日 - ）は、日本の女性声優。京都府出身。旧名：ふしだ 里穂（- りほ）。2016年9月1日よりオフィスアネモネ所属、以前は賢プロダクションに所属していた。

## 出演
太字はメインキャラクター。

### テレビアニメ
2008年
- しゅごキャラ!（2008年 - 2009年、セイト、女の子、男の子、クラスメート） - 2シリーズ

2011年
- 青の祓魔師（主婦B）
- うさぎドロップ（母親B）
- TIGER & BUNNY（メアリー、女性アナウンス、スーツアナウンス）
- よんでますよ、アザゼルさん。（女子生徒）

2012年
- あらしのよるに 〜ひみつのともだち〜（リスの子）
- スマイルプリキュア!（男の子）
- ファイ・ブレイン 神のパズル（男の子、男子生徒）

2013年
- サザエさん（看護婦）
- 探検ドリランド -1000年の真宝-（子供）

2014年
- パックワールド（サニー）
- 弱虫ペダル シリーズ（2014年 - 2018年、御堂筋の叔母） - 2シリーズ

2017年
- GRANBLUE FANTASY The Animation（2017年 - 2019年、10歳のアーロン / 幼いアーロン、ドラフの女性、母親） - 2シリーズ
- 神撃のバハムート VIRGIN SOUL（悪魔子供）

### 劇場アニメ
- 劇場版 TIGER & BUNNY -The Beginning-（2012年、メアリー[2]）
- 劇場版 TIGER & BUNNY -The Rising-（2014年、メアリー[2]）

### ゲーム
- イナズマイレブン3 世界への挑戦!!（2010年、ドイツ選手B）
- イナズマイレブンGO シャイン/ダーク（2011年、ゴッドエデン選手C、いじめっ子、母親）
- ファイナルファンタジー零式（2011年、フィールドボイス）
- イナズマイレブンGO2 クロノ・ストーン ネップウ/ライメイ（2012年、農民A）
- モバイルレジェンド（フレイヤ、ボボル&クバー）
- モンスターストライク（2019年 - 2023年、犬坂毛野[3]）
- テミラーナ国の強運姫と悲運騎士団（2023年、ニルダ・バルレトス・レアンドル[4]）

### 吹き替え

#### 映画
- 憧れのウェディング・ベル（オードリー〈ダコタ・ジョンソン〉[2]）
- 一枚のめぐり逢い（男の子1[2]）
- 心のカルテ（トレイシー〈シアラ・クイン・ブラヴォ〉）
- 奇人たちの晩餐会 USA（クリスティーナ[2]）
- きみはペット（ユ・アヨン〈イ・ジニ〉[2]）
- ジュマンジ/ウェルカム・トゥ・ジャングル（ベサニーの母〈ナターシャ・チャールズ・パーカー〉[5]）
- スパイダーマン:ホームカミング（ウォーレン先生〈セレニス・レイバ〉[6]）
- そんなガキなら捨てちゃえば?（ララ[2]）
- ディヴァイド（エヴァ〈ローレン・ジャーマン〉[2]）
- 21ジャンプストリート（フゲイジー〈ダコタ・ジョンソン〉[2]）※ソフト版
- ネイビーシールズ（ライアンズ[2]）
- バチェロレッテ あの子が結婚するなんて!（ベッキー〈レベル・ウィルソン〉[2]）
- ピザボーイ 史上最凶のご注文（サンドラ[2]）
- フレンジー（モニカ・バーリング〈ジーン・マーシュ〉[2]）※BD版
- ラ・ワン（ヒロイン[2]）

#### ドラマ
- ALCATRAZ/アルカトラズ
- WITHOUT A TRACE/FBI 失踪者を追え! #117, #120（ヒラリー[2]）
- THE KILLING/キリング シーズン1（リサ[2]）
- THE KILLING/キリング シーズン2（ルイーセ・ラーベン）
- クリミナル・マインド6 FBI行動分析課
- CSI:11 科学捜査班（シドニー・プレストン〈クリスティーナ・ミリアン〉）
- シェイムレス 俺たちに恥はない（カール・ギャラガー〈イーサン・カトスキー〉[2]）
- スーパーナチュラル シーズン7
- スイート・ライフ オン・クルーズ（コニー[2]）
- 続ハリーズ・ロー 裏通り法律事務所
- PERSON of INTEREST 犯罪予知ユニット（アンジェラ[2]）
- ヒューマン・ターゲット（女性客1[2]）
- ブラインドスポット タトゥーの女 シーズン4（サブリナ・ラレン〈ジェン・リチャーズ〉）
- FRINGE/フリンジ（助産師[2]）
- ユーリカ シーズン4（将校[2]）
- 楽園（女子生徒1[2]）

#### アニメ
- アーサー・クリスマスの大冒険
- アイアンマン ザ・アドベンチャーズ（ペッパー・ポッツ[2]）
- カーズ2
- 新 ルーニー・テューンズ（イヴァナ）
- リトル・レッド2 〜ヘンゼルとグレーテル誘拐事件!?〜（フロー[2]）

### ナレーション / ボイスオーバー
- BS世界のドキュメンタリー 悲しみを愛に〜テロの被災者たち〜（メアリー[2]）
- 健康バラエティ ドクター・オズ・ショー

### 舞台
- アロハ色のヒーロー（ダイ[2]）

### パチンコ・パチスロ
- ぱちんこ ガラスの仮面（2020年、北島春[7]）